# أيه بي أل (شركة شحن)

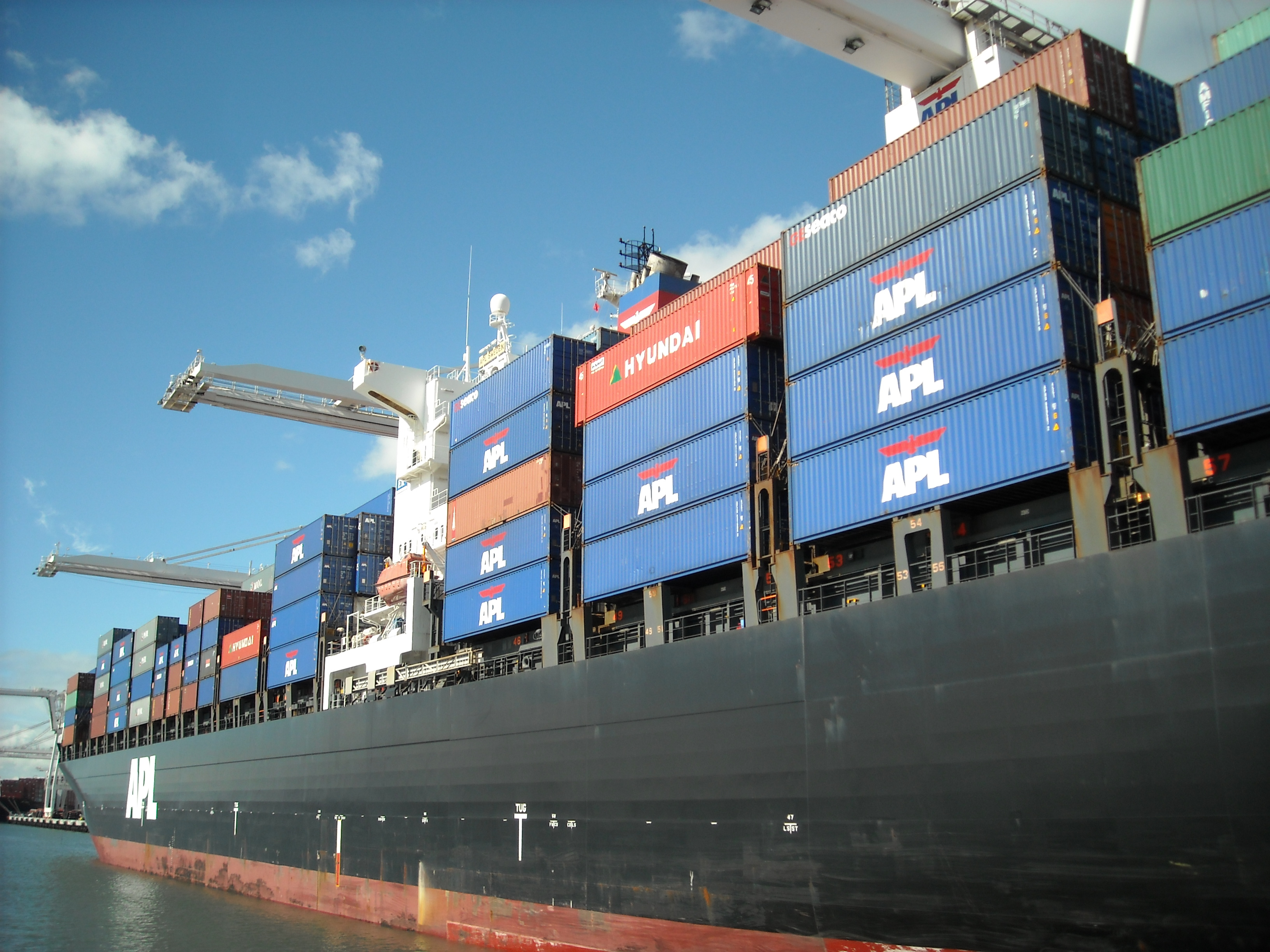
سفينة حاويات APL

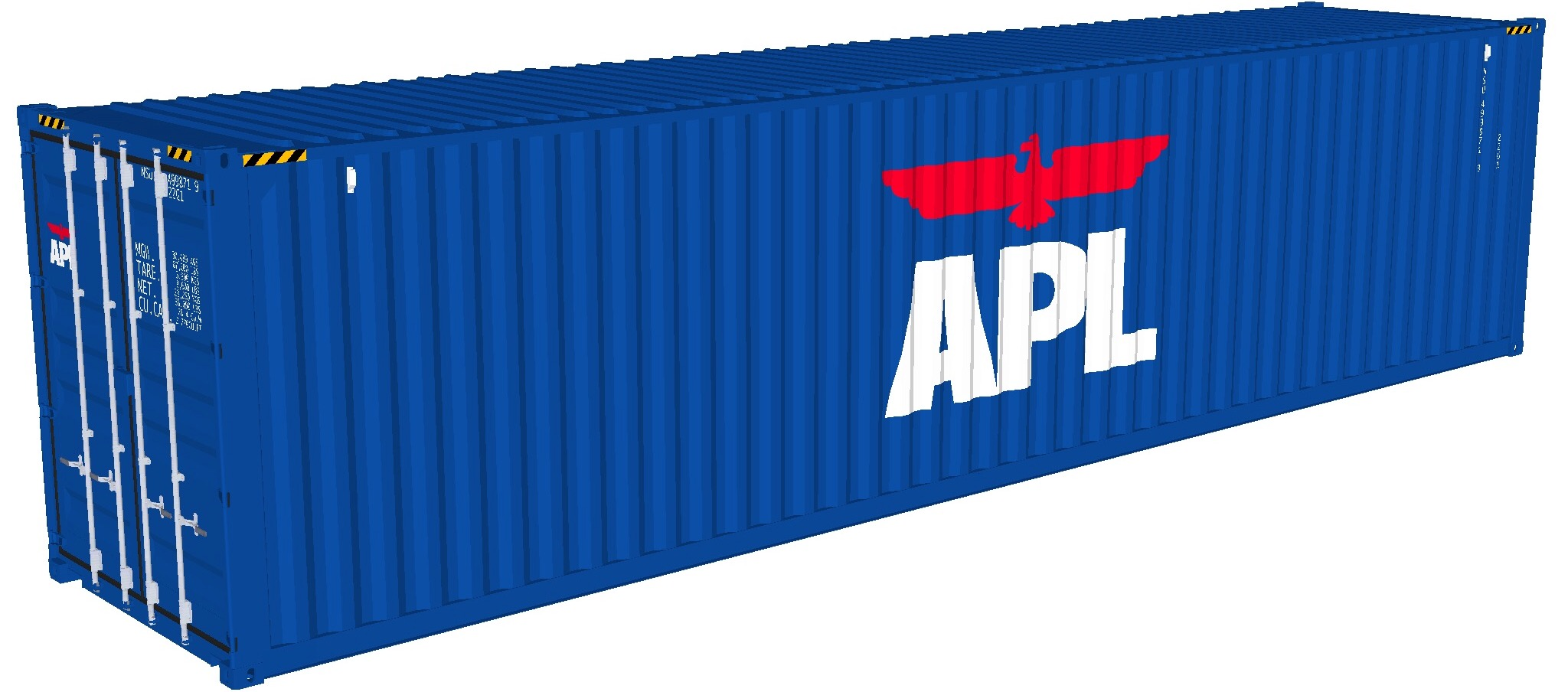
حاوية APL

أيه بي أل (APL) ، التي كانت تُعرف سابقًا باسم خطوط الرئيس الأمريكي المحدودة. ، هي شركة مقرها سنغافورة للشحن والحاويات وهي شركة تابعة لشركة الشحن الفرنسية سي إم ايه - سي جي أم.
تقوم APL بتشغيل أسطول سفن الحاويات، بما في ذلك 153 سفينة حاويات. كانت في السابق شركة تابعة لشركة Neptune Orient Lines (NOL) ، وهي الآن شركة تابعة مملوكة بالكامل لشركة CMA CGM ، وهي شركة عالمية للنقل والخدمات اللوجستية تعمل في مجال الشحن والشركات ذات الصلة  ومقرها فرنسا.
في عام 1938 ، تولت حكومة الولايات المتحدة إدارة شركة الدولار للشحن بالسفن البخارية والتي كانت تعاني من صعوبات مالية وحولت أصولها إلى خطوط الرئيس الأمريكية المشكلة حديثًا.

## روابط خارجية
- الموقع الرسمي
- موقع NOL Group (يتضمن التقارير والمعلومات المالية)
- SS Jeremiah O'Brien - موقع Liberty Ship
- SS Lane Victory - Victory Ship website
- دليل سجلات خطوط الرئيس الأمريكي، 1871-1995
- تاريخ خط البريد الأمريكي والزمن في أرشيفات GG
- خط باخرة الدولار التاريخ والسفر في GG المحفوظات